# François-Emmanuel Guignard de Saint-Priest
François-Emmanuel Guignard, conde de Saint-Priest (12 de março de 1735 – 26 de fevereiro de 1821), foi um político e diplomata francês durante o Antigo Regime e a Revolução Francesa.

## Biografia

### Início de carreira
Nascido em Grenoble, foi admitido como cavaleiro na Ordem de Malta aos cinco anos de idade, e aos quinze ingressou no exército. Deixou o serviço ativo em 1763 com a patente de coronel, e pelos quatro anos seguintes representou a corte da França em Portugal.

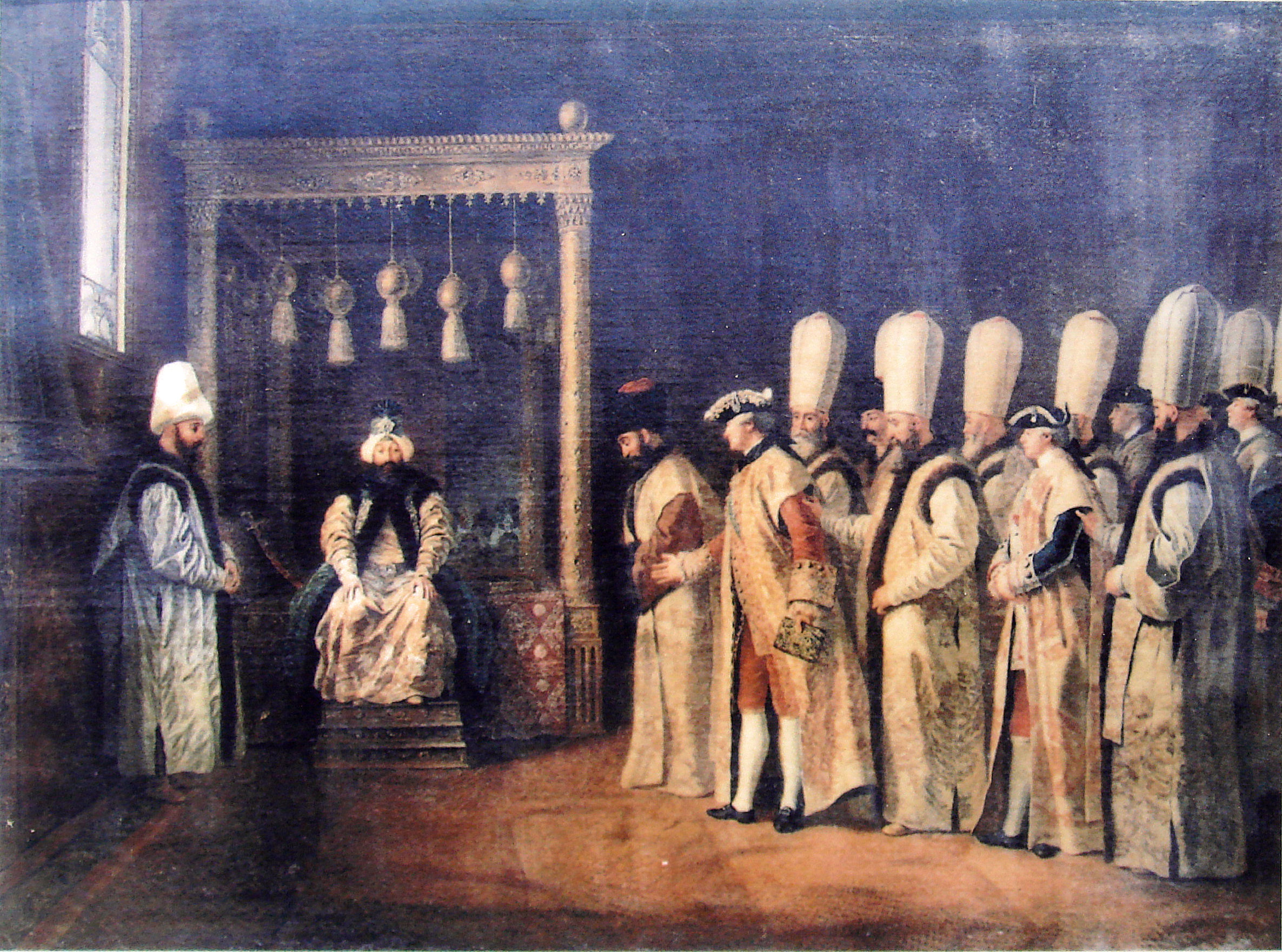
Cerimônia de recepção do Conde de Saint-Priest na Sublime Porta otomana, por Antoine de Favray, 1767.

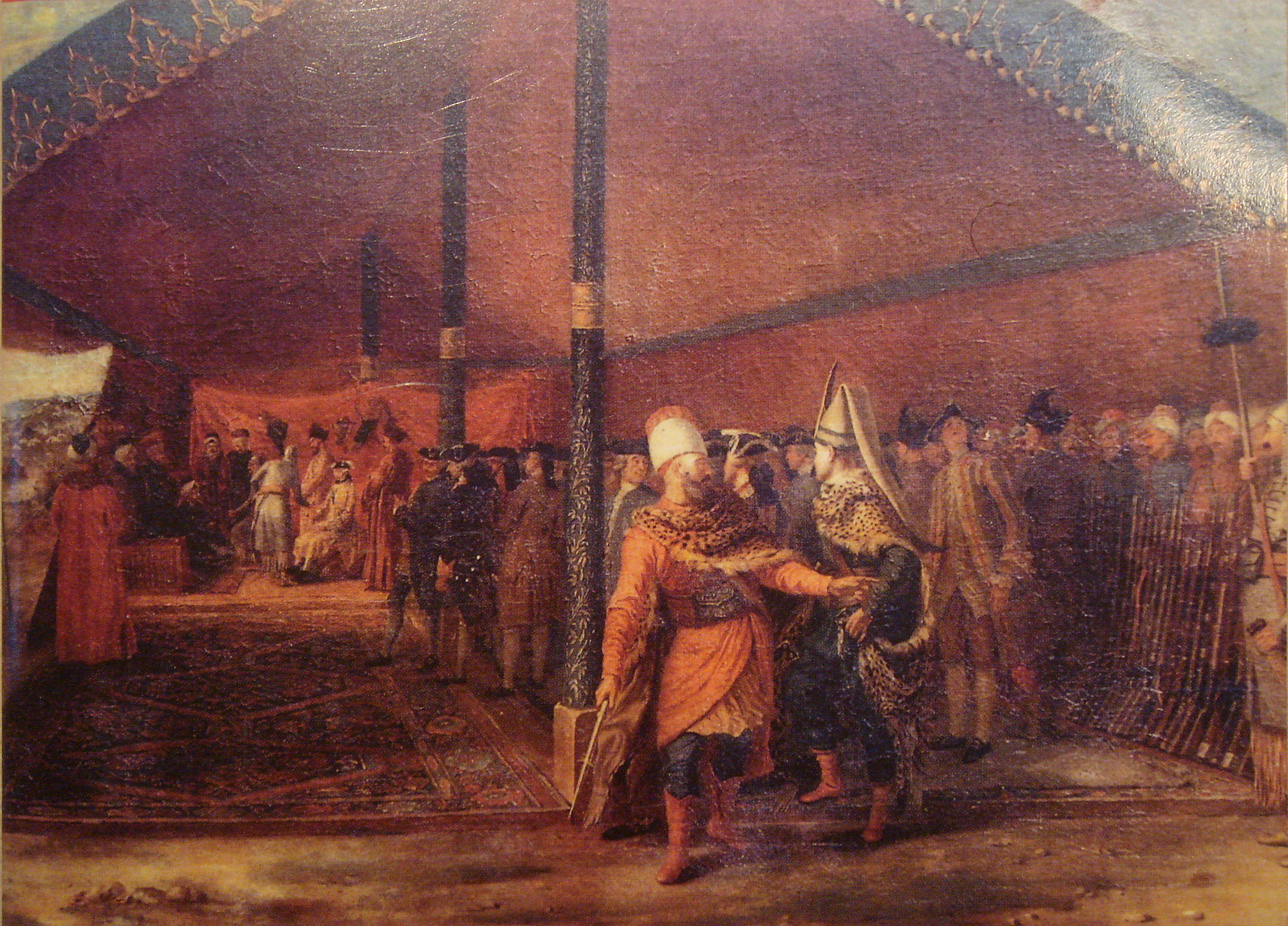
M. de Saint-Priest com o Grão-Vizir no acampamento de Daud Paxá em 1769, por Antoine de Favray.

Saint-Priest foi enviado como embaixador em 1768 ao Império Otomano, onde permaneceu (com exceção de um breve intervalo) até 1784. Ele patrocinou a reconstrução do Saint Pierre Han, uma instalação comercial para mercadores franceses e europeus, que havia sido destruída por um incêndio em 1771. Durante sua estadia, casou-se com Wilhelmina von Ludolf, filha do embaixador do Reino de Nápoles junto à Sublime Porta. Suas Mémoires sur l'ambassade de France en Turquie et le commerce des Français dans le Levant, preparadas durante uma visita de retorno à França, só foram publicadas em 1877, quando foram editadas por Charles Schefer. Além destas, escreveu um Examen des assemblés provinciales (1787).

### Revolução
Em 1788, após alguns meses passados na corte de Haia, juntou-se ao ministério de Jacques Necker como ministro sem pasta. Ele foi um dos três liberais demitidos de seus cargos quando as intrigas conservadoras do conde d'Artois (o irmão mais novo do rei) e da duquesa de Polignac atingiram seu auge durante a segunda semana de julho de 1789. Esse sucesso, no entanto, terminou com a tomada da Bastilha. No subsequente segundo gabinete de Necker, St.-Priest foi reintegrado como secretário de estado da casa real, a Maison du Roi. Posteriormente, em agosto de 1790, também foi nomeado pelo rei Luís XVI como Ministro do Interior.

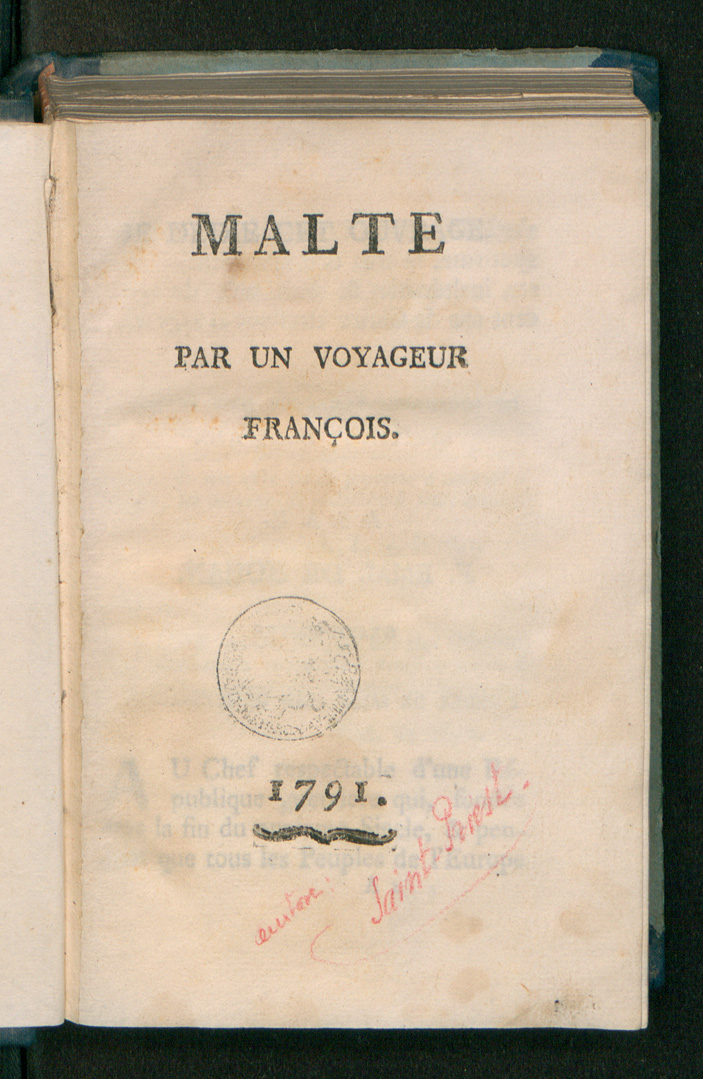
Malte, 1791

Com o progresso da Revolução Francesa, ele ficou alarmado com o aumento do poder da Assembleia Nacional Constituinte às custas da autoridade real do Rei. Tornou-se objeto especial de ódio popular quando foi alegado que teria respondido a mulheres implorando por pão: "Vocês tinham o suficiente quando tinham apenas um rei; peçam pão aos seus mil e duzentos soberanos". No entanto, manteve o cargo até janeiro de 1791.

### Exílio
Pouco depois de sua renúncia, foi para Estocolmo, onde seu cunhado era o embaixador do Sacro Império Romano-Germânico, Leopoldo II, na corte sueca.
Em 1795, a duquesa real Carlota o mencionou em seu famoso diário como um suposto agente do Império Russo. De acordo com o rumor, a condessa Ulrica Eleonora Rålamb era amante do conde Carl Mörner (1755–1821), que tinha uma posição central na corte real e estava bem informado sobre segredos de estado confidenciais. Paralelamente, ela também era uma próxima conhecida de François-Emmanuel Guignard, conde de Saint-Priest, cuja esposa Constance Wilhelmine de Saint-Priest era conhecida por ser uma agente russa na Suécia. Segundo as informações de Carlota, Rålamb adquiria informações confidenciais do bem informado Mörner e as fornecia a Saint-Priest, que por sua vez as enviava a Platon Zubov, o favorito de Catarina, a Grande, na Rússia. As atividades suspeitas, no entanto, nunca foram oficialmente investigadas.
Em 1795, juntou-se ao irmão do meio do rei Luís XVI, o conde de Provence, em Verona como ministro émigré da Casa de Bourbon. Após a morte do filho de Luís XVI da França, o conde de Provence declarou-se rei Luís XVIII da França. Posteriormente, Saint-Priest acompanhou a corte exilada de Luís XVIII para Blankenburg e Mittau. Em 1808, em desacordo com as políticas de Luís XVIII, retirou-se para a Suíça. Depois de tentar em vão obter permissão de Napoleão para retornar à França, foi expulso da Suíça e vagou pela Europa até a Restauração Bourbon.

### Retorno à França e morte
Apesar de seus anos de serviço a Luís XVIII, seu liberalismo inicial no final da década de 1780, sua renúncia ao governo emigrado em 1808 e suas tentativas de buscar uma reaproximação com Bonaparte significaram que não foi permitido pelo rei restaurado participar do novo governo Ultra-realista. Como resultado, viveu tranquilamente em suas propriedades rurais até sua morte em 1821.

## Família
Seu filho mais velho, Guillaume Emmanuel (1776–1814) tornou-se general-major no exército russo e serviu nas campanhas napoleônicas de Alexandre I.
O segundo filho, Armand Emmanuel Charles (1782–1863), tornou-se Governador de Podolia e Odessa na Rússia.
O terceiro filho de François, Emmanuel Louis Marie (1789–1881), tornou-se diplomata, líder da sociedade Legitimista em Paris e primeiro Duque de Almazán de Saint Priest na nobreza da Espanha.
O sobrinho de François, Louis-Alexandre de Launay, conde d'Antraigues (1753–1812), foi um famoso panfletário, diplomata, espião e aventureiro político durante a Revolução Francesa e as Guerras Napoleônicas.